# Stalix
Stalix is een geslacht van straalvinnige vissen uit de familie van kaakvissen (Opistognathidae).

## Soorten
- Stalix davidsheni Klausewitz, 1985
- Stalix dicra Smith-Vaniz, 1989
- Stalix eremia Smith-Vaniz, 1989
- Stalix flavida Smith-Vaniz, 1989
- Stalix histrio Jordan & Snyder, 1902
- Stalix immaculata Xu & Zhan, 1980
- Stalix moenensis (Popta, 1922)
- Stalix omanensis Norman, 1939
- Stalix sheni Smith-Vaniz, 1989
- Stalix toyoshio Shinohara, 1999
- Stalix versluysi (Weber, 1913)